# Ramulus russellii
Ramulus russellii är en insektsart som först beskrevs av Bates 1865.  Ramulus russellii ingår i släktet Ramulus och familjen Phasmatidae. Inga underarter finns listade i Catalogue of Life.